# Quand on arrive en ville
Pistes de Starmania
Ouverture
(1) Complainte de la serveuse automate
(3)
Quand on arrive en ville est une chanson de l'opéra-rock Starmania, écrite par Luc Plamondon et composée par Michel Berger en 1978.
Il s'agit du premier titre chanté de l'album après l'ouverture. Elle a été interprétée dans la version originale par Daniel Balavoine et Nanette Workman (qui chante les dernières paroles de la chanson). Balavoine la reprendra en 1981 lors de son passage à l'Olympia.
La chanson raconte la réaction des gens lorsque des habitants de banlieues (« zonards » dans les paroles) arrivent en ville.

## Reprises
En 2010, pour l'émission consacrée aux trente ans de Starmania, la troupe de Mozart, l'opéra rock reprend la chanson.

## Evolution
Les paroles de Quand on arrive en ville évoluent au gré des moutures.
- Dans la version originale, Johnny Rockfort et Sadia entonnent : « Quand viendra l'an 2000 / On aura quarante ans ».
- En 1993, les paroles sont remaniées ainsi : « Quand viendra l'an 2000 / On n'aura plus 20 ans ».
- Une fois ancré dans le XXIe siècle, le texte devient : « On est en l'an 2000 / Et on n'a plus le temps ».
- La version 2023 propose les vers suivants : « Il est loin l'an 2000 / Et on n'a plus le temps ».